# Gyilkos lelkek
A Gyilkos lelkek (eredeti cím: Prodigal Son) 2019 és 2021 között vetített amerikai drámasorozat, amelyet Chris Fedak és Sam Sklaver alkotott. A főbb szerepekben Tom Payne, Lou Diamond Phillips, Halston Sage, Aurora Perrineau és Frank Harts látható.
Az első évadot Amerikában 2019. szeptember 23-án a Fox, Magyarországon 2020. június 8-án az RTL Klub mutatta be. A második évadot Amerikában 2021. január 12-én a FOX, míg Magyarországon 2021. december 14-én a Cool TV mutatta be.
2021 május 10-én két évad után törölték a sorozatot.

## Ismertető
Malcolm Bright apja, Martin Whitly egy "a sebész" néven elhíresült sorozatgyilkos. Malcolm még gyerekkorában rájött, mit művel az apja, és riasztotta a rendőrséget, akik végül elkapták Martint. Malcolm minden kapcsolatot megszakított az apjával, nevet változtatott, és tíz éve nem látta őt. A korábban az FBI profilozójaként dolgozó, most a New York-i rendőrségnek dolgozó Malcolm kénytelen szembesülni az apjával, amikor egy utánzó sorozatgyilkos bukkan fel. Martin meglátásait kell felhasználnia, hogy segítsen megoldani a szörnyű bűntényeket, miközben belső harcait is kezelnie kell. Meg kell küzdenie azzal is, hogy apja folyamatosan próbálja magát visszahelyezni Malcolm életébe. Segítségére van Gil, a New York-i rendőrség hadnagya és apafigurája, valamint az a rendőr, aki évekkel ezelőtt válaszolt Malcolm hívására.

## Szereplők
| Szereplő       | Színész              | Magyar hang    | Leírás |
| -------------- | -------------------- | -------------- | --- |
| Malcolm Bright | Tom Payne            | Szatory Dávid  | Kegyvesztett volt FBI profilozó, aki a New York-i rendőrségnek dolgozik. Rendelkezik azzal az egyedülálló képességgel, hogy a gyilkos szemszögéből szemlélje a bűncselekményeket, így olyan dolgokra is rájön, amelyeket más zsaruk esetleg nem vesznek észre. Ez az adottság kísérti őt, ami miatt állandó félelemben él, hogy egy nap ő is ugyanolyan szociopata hajlamoknak fog engedni, mint az apja. |
| Gil Arroyo     | Lou Diamond Phillips | Csankó Zoltán  | Hadnagy a New York-i rendőrségen. Ő volt Martin Whitly letartóztató tisztje, és azóta a fia, Malcolm pótapja; Felfogadja Malcolmot új tanácsadójának, miután az FBI-tól kirúgják. |
| Ainsley Whitly | Halston Sage         | Gyöngy Zsuzsa  | Malcolm ambiciózus kishúga; tévériporter. |
| Dani Powell    | Aurora Perrineau     | Bertalan Ágnes | Arroyo parancsnoksága alatt álló nyomozó, aki megérti Malcolm nehézségeit. |
| JT Tarmel      | Frank Harts          | Crespo Rodrigo | Arroyo parancsnoksága alatt álló nyomozó. |
| Edrisa Tanaka  | Keiko Agena          | Vadász Bea     | New York-i orvosszakértő. |
| Jessica Whitly | Bellamy Young        | Orosz Anna     | Malcolm édesanyja, egy régi pénzes, előkelő családból származó üzletasszony, aki alkoholizmusban szenved. |
| Martin Whitly  | Michael Sheen        | Vida Péter     | Malcolm apja, akit elmegyógyintézetben tartanak fogva, miután 23 gyilkosságot követett el "a sebész" néven. |

## Évados áttekintés
| Évad | Évad | Részek száma | Részek száma | Eredeti sugárzás     | Eredeti sugárzás  | Eredeti adó | Magyar sugárzás    | Magyar sugárzás    | Magyar adó |
| Évad | Évad | Részek száma | Részek száma | Évadbemutató         | Évadzáró          | Eredeti adó | Évadbemutató       | Évadzáró           | Magyar adó |
| ---- | ---- | ------------ | ------------ | -------------------- | ----------------- | ----------- | ------------------ | ------------------ | ---------- |
|      | 1.   | 20           | 20           | 2019. szeptember 23. | 2020. április 27. | FOX         | 2020. június 8.    | 2020. október 20.  |            |
|      | 2.   | 13           | 13           | 2021. január 12.     | 2021. május 18.   | FOX         | 2021. december 14. | 2021. december 31. |            |

## Epizódok

### Első évad (2019)
| Sor. | Év. | Cím                                        | Rendező            | Író                                            | Premier                                |
| ---- | --- | ------------------------------------------ | ------------------ | ---------------------------------------------- | -------------------------------------- |
| 1.   | 1.  | A sebész (Pilot)                           | Lee Toland Krieger | Chris Fedak és Sam Sklaver                     | 2019. szeptember 23. 2020. június 8.   |
| 2.   | 2.  | Második esély (Annihilator)                | Adam Kane          | Chris Fedak és Sam Sklaver                     | 2019. szeptember 30. 2020. június 15.  |
| 3.   | 3.  | A példakép (Fear Response)                 | Rob Bailey         | Lisa Randolph                                  | 2019. október 7. 2020. június 22.      |
| 4.   | 4.  | Zaklatás (Designer Complicity)             | Leon Ichaso        | Wendy Calhoun                                  | 2019. október 14. 2020. június 29.     |
| 5.   | 5.  | Ne szólj, szám! (The Trip)                 | Omar Madha         | Jeremy Carver                                  | 2019. október 21. 2020. július 6.      |
| 6.   | 6.  | A hiányzó láncszem (All Souls and Sadists) | Megan Griffiths    | Justin W. Lo                                   | 2019. október 28. 2020. július 13.     |
| 7.   | 7.  | Kérdezz-felelek (Q&A)                      | Adam Kane          | Elizabeth Peterson                             | 2019. november 4. 2020. július 20.     |
| 8.   | 8.  | Veszélyes barát (Family Friend)            | Rob Hardy          | Wyatt Cain                                     | 2019. november 11. 2020. július 27.    |
| 9.   | 9.  | Titkos találka (Pied-A-Terre)              | Antonio Negre      | Lauriel Harte Marger                           | 2019. november 18. 2020. augusztus 3.  |
| 10.  | 10. | Csendes éj (Silent Night)                  | Valerie Weiss      | Sabrina Deana-Roga                             | 2019. november 25. 2020. augusztus 10. |
| 11.  | 11. | Elrabolva (Alone Time)                     | Adam Kane          | Nora Zuckerman és Lilla Zuckerman              | 2019. december 2. 2020. augusztus 17.  |
| 12.  | 12. | Belső vizsgálat (Internal Affairs)         | David Tuttman      | Lisa Randolph és Alexis Siegel                 | 2020. január 20. 2020. augusztus 24.   |
| 13.  | 13. | Monte Cristo grófja (Wait & Hope)          | Glen Winter        | Sam Sklaver                                    | 2020. január 27. 2020. augusztus 31.   |
| 14.  | 14. | A tű foka (Eye of the Needle)              | Lisa Robinson      | Wyatt Cain                                     | 2020. február 3. 2020. szeptember 10.  |
| 15.  | 15. | A halál kapuja (Death's Door)              | Adam Kane          | Elizabeth Peterson                             | 2020. február 10. 2020. szeptember 17. |
| 16.  | 16. | A meló (The Job)                           | Satya Bhabha       | Justin W. Lo                                   | 2020. február 17. 2020. szeptember 22. |
| 17.  | 17. | Idegen melletted (Stranger Beside You)     | Pamela Romanowsky  | Lauriel Harte Marger és Sabrina Deana-Roga     | 2020. március 16. 2020. szeptember 29. |
| 18.  | 18. | Seherezádé (Scheherazade)                  | Dermott Downs      | Nora Zuckerman és Lilla Zuckerman              | 2020. március 23. 2020. október 6.     |
| 19.  | 19. | A profik (The Professionals)               | Lily Mariye        | Lisa Randolph                                  | 2020. március 30. 2020. október 13.    |
| 20.  | 20. | Apja fia (Like Father...)                  | Adam Kane          | Chris Fedak, Sam Sklaver és Elizabeth Peterson | 2020. április 20. 2020. október 20.    |

### Második évad (2021)
| Sor. | Év. | Cím                                               | Rendező              | Író                                            | Premier                              |
| ---- | --- | ------------------------------------------------- | -------------------- | ---------------------------------------------- | ------------------------------------ |
| 21.  | 1.  | Családi titok (It's All in the Execution)         | Antonio Negret       | Chris Fedak és Sam Sklaver                     | 2021. január 12. 2021. december 14.  |
| 22.  | 2.  | Falra festett ördög (Speak of the Devil)          | Antonio Negret       | Eileen Jones                                   | 2021. január 19. 2021. december 15.  |
| 23.  | 3.  | Alma mater (Alma Mater)                           | Omar Madha           | Lisa Randolph                                  | 2021. január 26. 2021. december 16.  |
| 24.  | 4.  | A nagy manipulátor (Take Your Father to Work Day) | Omar Madha           | Elizabeth Peterson                             | 2021. február 2. 2021. december 17.  |
| 25.  | 5.  | Elsőbálozók (Bad Manners)                         | Chris Grismer        | Marcus Dalzine                                 | 2021. február 9. 2021. december 18.  |
| 26.  | 6.  | Eszement ügy (Head Case)                          | Lisa Robinson        | Wyatt Cain                                     | 2021. február 16. 2021. december 21. |
| 27.  | 7.  | Elterelő hadművelet (Face Value)                  | Lou Diamond Phillips | Lauriel Harte Marger                           | 2021. március 2. 2021. december 22.  |
| 28.  | 8.  | Örök körforgás (Ouroboros)                        | Chris Grismer        | Nora Zuckerman és Lilla Zuckerman              | 2021. április 13. 2021. december 23. |
| 29.  | 9.  | Az online-kopók (The Killabustas)                 | Dermott Downs        | Sabrina Deana-Roga                             | 2021. április 20. 2021. december 24. |
| 30.  | 10. | Kilépési stratégia (Exit Strategy)                | Satya Bhabha         | Eileen Jones és Alexis Siegel                  | 2021. április 27. 2021. december 28. |
| 31.  | 11. | Hiába menekülsz... (You Can Run...)               | Marisol Adler        | Elizabeth Peterson és Jeremy Powell            | 2021. május 4. 2021. december 29.    |
| 32.  | 12. | Napfény és szórakozás (Sun and Fun)               | Chris Grismer        | Lisa Randolph                                  | 2021. május 11. 2021. december 30.   |
| 33.  | 13. | Az utolsó víkend (The Last Weekend)               | Chris Grismer        | Sam Sklaver, Nora Zuckerman és Lilla Zuckerman | 2021. május 18. 2021. december 31.   |

## A sorozat készítése
2019. január 28-án jelentették be, hogy a Fox próbaepizódot rendelt be produkciónak. A próbaepizódot Chris Fedak és Sam Sklaver írta, aki Lee Toland Krieger, Greg Berlanti és Sarah Schechter mellett vezető producerként is tevékenykedik. A részt vevő produkciós cégek közé tartozik a Berlanti Productions és a Warner Bros. Television. 2019. március 12-én bejelentették, hogy Lee Toland Krieger fogja rendezni a sorozatot. 2019. május 9-én berendelték az első évadot. 2020 márciusában a Warner Bros. Television a koronavírus-világjárvány kitörésekor felfüggesztette a sorozat gyártását.